# Isabelle de France (1225-1270)
Pour les articles homonymes, voir Isabelle de France.
 (mai 2016).
Si vous disposez d'ouvrages ou d'articles de référence ou si vous connaissez des sites web de qualité traitant du thème abordé ici, merci de compléter l'article en donnant les références utiles à sa vérifiabilité et en les liant à la section « Notes et références ».
Isabelle de France, née en mars 1225 et morte le 23 février 1270, dite « Bienheureuse Isabelle de France », est la fille du roi de France Louis VIII le Lion et de Blanche de Castille. Elle est morte sans alliance ni postérité, fondatrice du monastère des Sœurs mineures (Sorores minores) de l'abbaye royale de Longchamp près de Paris. Elle est considérée comme bienheureuse par l'Église catholique. Elle est commémorée le 22 février selon le Martyrologe romain.

## Biographie

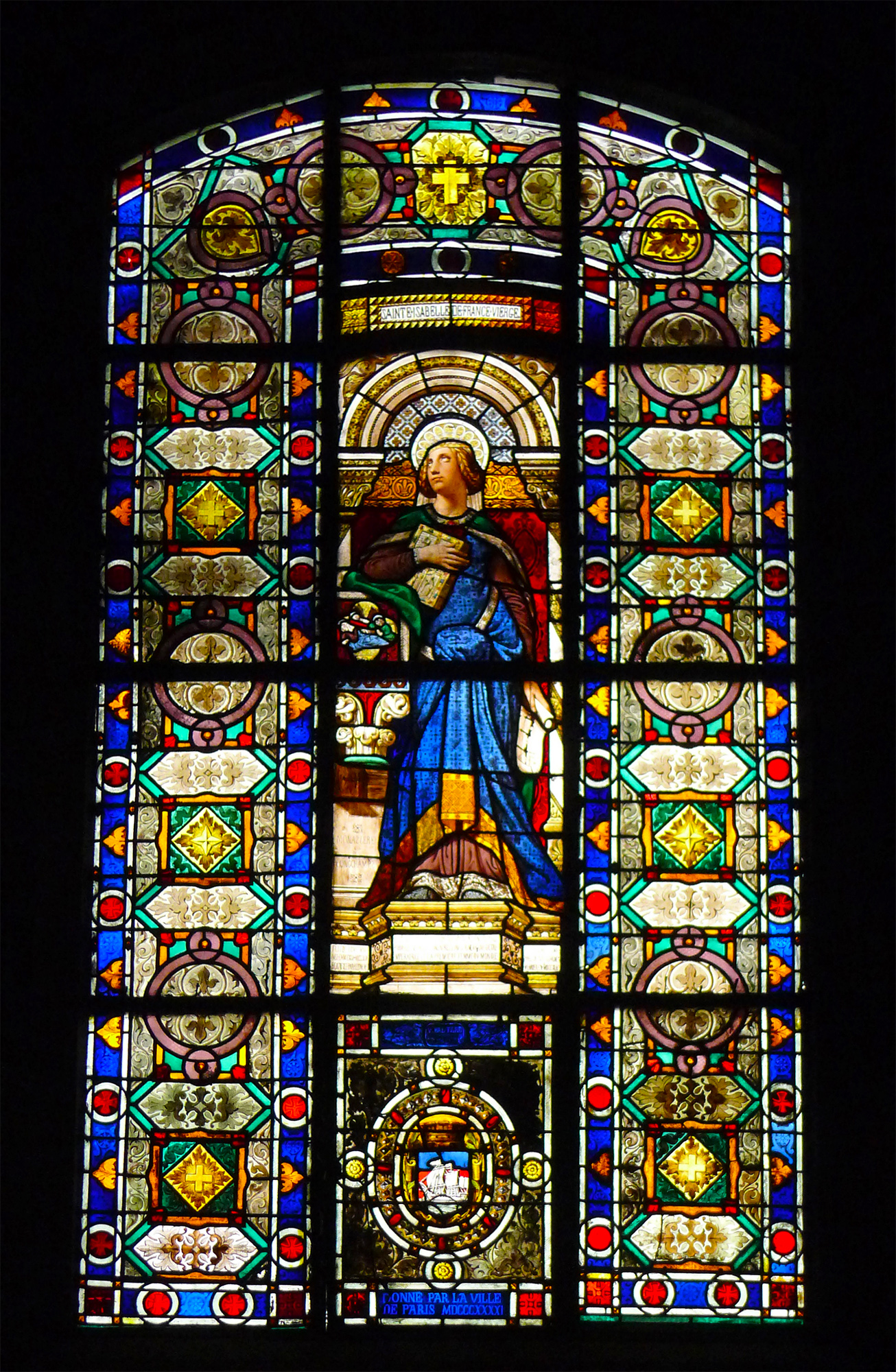
Vitrail du XIXe siècle représentant Isabelle de France (église Saint-Louis-en-l'Île, Paris).

Sœur cadette de Saint Louis née en mars 1225, Isabelle reçut, comme son frère, une éducation chrétienne très forte : dès son plus jeune âge elle se fit remarquer par sa piété et sa tempérance,.
Pour des raisons politiques, sa mère voulait la marier au fils du comte de la Marche, Hugues XI le Brun qui épousa Yolande, la fille du comte de Bretagne. Le pape Innocent IV souhaitait la voir épouser le fils de Frédéric II de Hohenstaufen, empereur du Saint Empire. Ce prince Conrad était en titre mais non en fait, roi de Jérusalem, et devait hériter de l’Empire. Isabelle refusa ce parti et fit connaître à sa famille et au pape qu’elle souhaitait garder la virginité. Le pape comprit son dessein, et lui accorda, par bulle (26 mai 1254) l’autorisation de se mettre sous la tutelle spirituelle de religieux franciscains.
Un an plus tard, elle entreprit la construction d’un monastère, dans la forêt de Rouvray (le bois de Boulogne), proche de Paris, sur un terrain concédé par son frère, le roi Louis IX. Celui-ci, très attaché à sa sœur, l’avait autorisée à consacrer une somme de trente mille livres, soit la somme qu’elle aurait eue comme dot, pour la construction du monastère. Le monastère de Longchamp fut achevé en 1259, et accueillit les premières clarisses (de l’obédience de Saint-Damien), venues du monastère de Reims, le 23 juin 1260. En s’inspirant de la règle écrite par Claire d’Assise, elle avait composé elle-même une règle, un peu moins sévère, qui fut approuvée par Alexandre IV (2 février 1259). Saint Bonaventure, ministre général des Franciscains et d’autres frères l’avaient conseillée ; il prêcha plusieurs fois à Longchamp et rédigea un traité de vie spirituelle dédié à Isabelle : De Perfectione vitae ad sorores (La vie parfaite pour les sœurs). Le monastère fut consacré à l’humilité de la Bienheureuse Vierge Marie.
À partir de 1260, Isabelle vint s’installer dans une petite maison, construite pour elle dans l’enclos du monastère, pour partager la vie et la prière des sœurs, mais elle ne fit jamais profession religieuse. En 1263, elle obtint du pape Urbain IV, un remaniement de la règle. Cette dernière rédaction fut adoptée par plusieurs monastères, en France et en Italie (clarisses urbanistes).
Isabelle mourut le 23 février 1270 et fut enterrée dans l’église du monastère. Après la mort de saint Louis (à Tunis, la même année), Charles Ier d'Anjou, roi de Sicile, frère de Louis IX et d’Isabelle, demanda à une dame de compagnie d’Isabelle d’écrire sa vie, en vue de sa canonisation. Agnès d’Harcourt publia ce récit hagiographique, vers 1280, mais Isabelle ne fut béatifiée qu’en 1521, par le pape Léon X (bulle Piis omnium). Elle est fêtée le 22 février, et le 24 février par le diocèse de Paris.
L'église Bienheureuse-Isabelle-de-France de Neuilly-sur-Seine, à proximité du parc de Bagatelle, lui est dédiée.